# Hitmen de Calgary

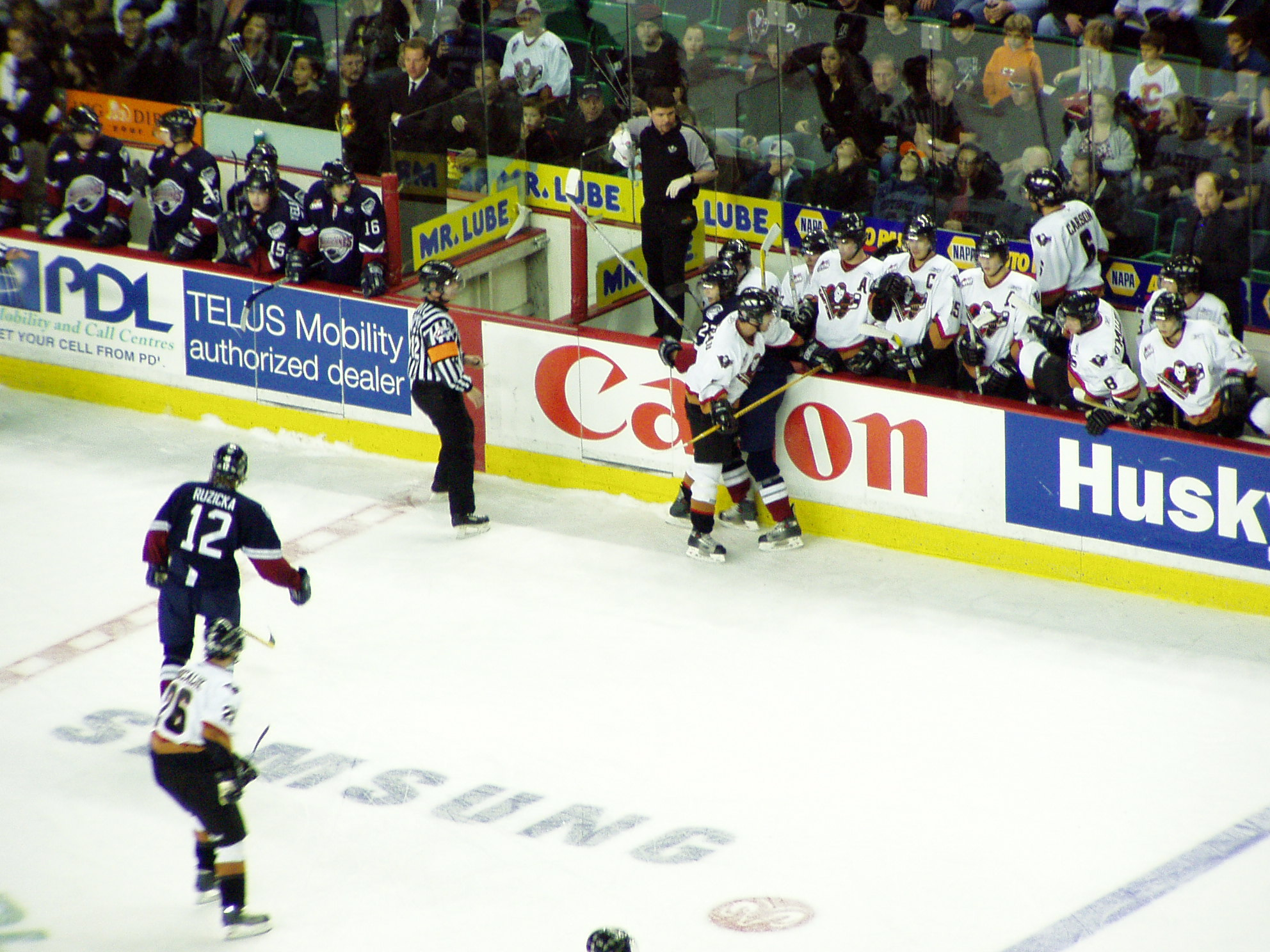
Match des Hitmen

Les Hitmen de Calgary sont une franchise de hockey sur glace du Canada, basé à Calgary (Alberta) et évoluant au sein de la Ligue de hockey de l'Ouest. Le nom de l'équipe vient de l'ancien lutteur Bret « Hitman » Hart, qui était un des propriétaires de l'équipe à sa fondation en 1995. Le club a, depuis sa première saison en 1995-1996, gagné le championnat de la LHO en 1999, en plus de terminer premier de la ligue au terme de la saison régulière en 1998-1999 et 1999-2000. Chaque année pour fête leurs dernier match, l'équiper organise l'opération « Lancer d'ours en peluche », ces derniers sont remis aux enfants malades de l'hôpital d'Alberta. Cette opération extrêmement populaire a permis de récolter cette année plus de 23 000 peluches.